# Inia
Inia é um gênero de cetáceo da família Iniidae. Está distribuído nas bacias do rios Amazonas e Orinoco na Bolívia, Brasil, Peru, Equador, Colômbia e Venezuela.

## Nomenclatura e taxonomia
Em 1824, Alcide d'Orbigny descreveu o Inia boliviensis como uma espécie distinta, e estabeleceu o termo genérico Inia.

### Espécies

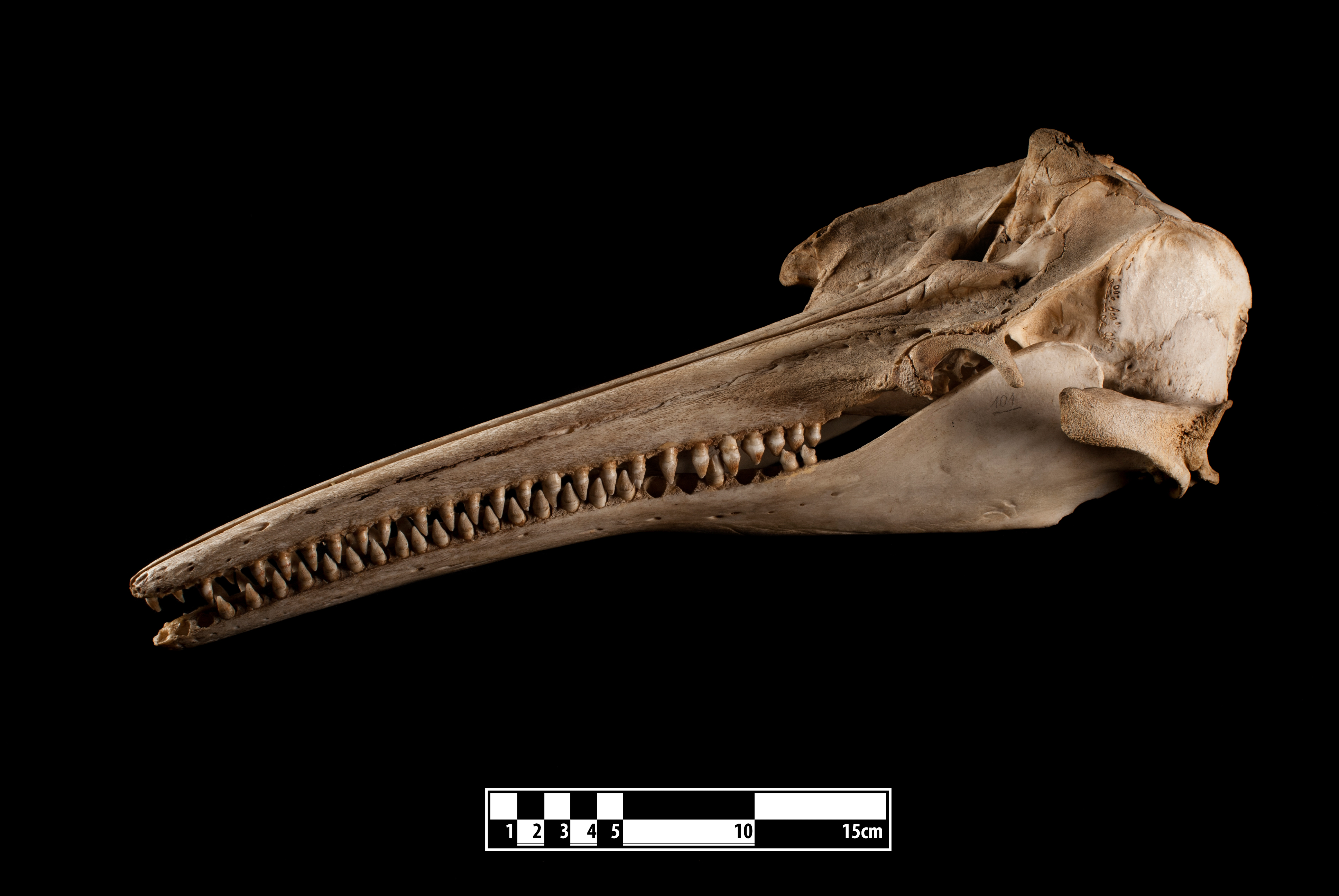
Crânio de boto (Inia spp.)

O gênero foi considerado monoespecífico por muitos autores, incluindo apenas o Inia geoffrensis. Entretanto, estudos morfológicos e moleculares feitos ao longo das últimas décadas reconheceram a existência de duas espécies válidas, uma restrita a bacia do alto rio Madeira, Inia boliviensis, e outra presente nas bacias do Amazonas e Orinoco, o Inia geoffrensis, além desta espécie na Bacia do Orinoco ocorre outra espécie o Inia humboldtiana estreitamente relacionado ao I. geoffrensis.
Em 2014, um grupo de pesquisadores anunciou a descoberta de uma nova espécie, Inia araguaiensis, encontrada na bacia do Rio Araguaia.